# Änderungsrate
Die Änderungsrate einer zeitabhängigen Größe {\displaystyle G} beschreibt das Ausmaß der Veränderung von {\displaystyle G} über einen bestimmten Zeitraum im Verhältnis zur Dauer dieses Zeitraums, man spricht auch ungenau von der Änderungsgeschwindigkeit von {\displaystyle G}. Anschaulich gesprochen ist sie ein Maß dafür, wie schnell sich die Größe {\displaystyle G} ändert. Durch den Bezug auf die Zeitdauer enthält die Maßeinheit im Nenner eine Zeiteinheit; im Zähler steht die Einheit von {\displaystyle G}. Wird die Änderung auch auf die Größe selbst bezogen, spricht man von einer relativen Änderungs- oder Wachstumsrate.
Man unterscheidet zudem zwischen der mittleren Änderungsrate zwischen zwei Messungen und der momentanen Änderungsrate als abstrakte Größe.

## Berechnung und Verwendung

### Mittlere Änderungsrate
Die mittlere Änderungsrate ist die durchschnittliche Änderung einer zeitabhängigen Größe {\displaystyle G} zwischen zwei Zeitpunkten {\displaystyle t_{1}} und {\displaystyle t_{2}}, also im Zeitraum {\displaystyle \Delta t=t_{2}-t_{1}}. Berechnet wird sie als Differenzenquotient
{\displaystyle {\frac {\Delta G}{\Delta t}}={\frac {G(t_{2})-G(t_{1})}{t_{2}-t_{1}}}}.
Hierbei wird also die Veränderung der zeitabhängigen Größe ins Verhältnis gesetzt zum Zeitraum, in dem diese Veränderung passiert.
Im Zeit-Größen-Diagramm (Funktionsgraph, Schaubild) von {\displaystyle G(t)} ist die mittlere Änderungsrate zwischen {\displaystyle t_{1}} und {\displaystyle t_{2}} die Steigung der Sekante durch die Punkte {\displaystyle (t_{1}|G(t_{1}))} und {\displaystyle (t_{2}|G(t_{2}))} im Diagramm.

### Momentane Änderungsrate
Die momentane Änderungsrate ist die Änderungsrate einer Messgröße {\displaystyle G} zu einem gegebenen Zeitpunkt {\displaystyle t}. Sie entspricht dem Grenzwert der mittleren Änderungsrate im Zeitintervall {\displaystyle \Delta t}, wenn {\displaystyle \Delta t} gegen Null strebt. Das ist die Definition der zeitlichen Ableitung der Funktion {\displaystyle G(t)}:
{\displaystyle {\dot {G}}(t)=\lim _{\Delta t\to 0}{\frac {\Delta G}{\Delta t}}=\lim _{\Delta t\to 0}{\frac {G(t+\Delta t)-G(t)}{\Delta t}}={\frac {\mathrm {d} G}{\mathrm {d} t}}}
Diese Behandlung setzt voraus, dass die Messgröße sich differenzierbar mit der Zeit ändert. In den meisten Fällen ist diese Bedingung auch erfüllt, jedoch nicht immer. So ist beispielsweise die momentane Stromstärke {\displaystyle I(t)={\frac {\mathrm {d} Q}{\mathrm {d} t}}} (also die Änderungsrate der Ladungsmenge) in dem Moment nicht definiert, in dem ein Schalter geöffnet oder geschlossen wird.
Im Schaubild der Funktion {\displaystyle G(t)} kann man die momentane Änderungsrate {\displaystyle {\dot {G}}(t)} als Steigung der Tangente an den Funktionsgraph im Zeitpunkt {\displaystyle t} ablesen.
Für zeitlineare Änderungen ist die momentane Änderungsrate konstant und damit stets gleich der mittleren Änderungsrate in jedem Zeitintervall.

### Änderungsraten in weiterem Sinn
Werden die Begriffe im übertragenen Sinn für Größen {\displaystyle G(q)} verwendet, die von einem anderen Parameter {\displaystyle q} als der Zeit abhängen, so ist
- die mittlere Änderungsrate gleichbedeutend mit dem Differenzenquotienten {\displaystyle {\tfrac {\Delta G}{\Delta q}}};
- die momentane Änderungsrate gleichbedeutend mit dem Differentialquotienten {\displaystyle {\tfrac {\mathrm {d} G}{\mathrm {d} q}}}. (Falls {\displaystyle q} eine Ortskoordinate ist, spricht man eher von der lokalen Änderungsrate und meint dasselbe).

Ist der Parameter {\displaystyle q} eine vektorielle Größe, so wird statt des Begriffs „Rate“ auch der Begriff „Gradient“ verwendet, etwa Temperaturgradient oder Luftdruckgradient.

## Beispiele
- Bei einer geradlinigen Bewegung ist die Geschwindigkeit {\displaystyle v(t)} die momentane Änderungsrate der Zeit-Ort-Funktion {\displaystyle x(t)}. Der Artikel Geschwindigkeit macht im Abschnitt Definition der Geschwindigkeit den Unterschied von mittlerer und momentaner Änderungsrate deutlich.

- Die Steigleistung eines Luftfahrzeuges gibt die maximale Steiggeschwindigkeit an.
- Die Dehnrate gibt die Geschwindigkeit an, mit der ein Werkstoff gedehnt bzw. umgeformt wird.